# Koritnica (Tolmino)
Koritnica (in italiano Coritenza, desueto) è un insediamento sulla riva destra del fiume Baccia e frazione del Comune di Tolmino. Al villaggio appartiene l'agglomerato di Zarakovec.

## Storia
Koritnica è stata attestata in fonti scritte nel 1377 come Coritinicha. Come i nomi correlati (ad es. Koritnice, Koritno e Korita), il nome deriva dal sostantivo comune korito "letto del fiume", riferito alla configurazione di un fiume o torrente locale. In epoca asburgica il villaggio apparteneva al comune della vicina Grahova.
Durante la seconda guerra mondiale, fra il 28 giugno e 2 luglio 1944 vi ebbe luogo il maggior scontro militare fra il IX Korpus dell'esercito di liberazione jugoslavo nella valle della Baccia contro le truppe dell'esercito italiano occupanti l'area. Durante il combattimento morirono 11 ostaggi sloveni, e 11 triestini e un francese, 14 militari catturati al caposaldo di Coritenza furono a loro volta fucilati.

## Curiosità
Il villaggio è stato uno dei luoghi delle riprese del film Na Svoji Zemlji (La nostra terra) diretto da France Štiglic nel 1948.

## Alture principali
Tičerca 979 m, Kotel 1174 m Koriška gora 1070 m e Lačno brdo 1111 m.

## Corsi d'acqua
Fiume Báccia (Bača), torrente Koritnica.